# Maison forte de Wéris
L'ancienne maison forte de Wéris est un immeuble classé du village de Wéris faisant partie de la commune de Durbuy en Belgique (province de Luxembourg). 

## Localisation
La maison se situe au centre du village de Wéris au no 12 de la place de la Pierre, à côté de l'église Sainte-Walburge.

## Historique
Cet ancien lieu de fortification date du Moyen Âge tardif (sans doute aux alentours du XVe siècle). L'épaisseur à la base des murs (de 160 à 170 cm) du bâtiment en atteste ainsi que quelques vestiges de baies primitives sur le pignon nord. Cette maison forte appartenait à la seigneurie (ou quartier) de Durbuy dépendant du duché de Luxembourg. Le bâtiment qui était qualifié de donjon comptait initialement quatre niveaux dont le premier était constitué de hautes caves. 
Au cours du XIXe siècle, le bâtiment est fortement remanié et perd un niveau. La façade avant porte la date de 1839 forgée sur la baie d'imposte de la porte d'entrée, période à laquelle la maison fait office de presbytère avant de devenir une maison d'habitation.

## Description
Cet édifice est bâti en pierres calcaires parsemées de grès et de poudingue local. La façade avant compte trois travées et trois niveaux : caves hautes, rez-de-chaussée et un étage. La porte d'entrée axiale se trouve au-dessus d'un perron à double volée d'une quinzaine de marches longé par un garde-corps avec les lettres DL JHS MH en fer forgé au sommet. Les baies des deux niveaux supérieurs de la façade avant sont surmontées de linteaux bombés à clé passante caractéristiques du XIXe siècle. Une baie du XVIIIe siècle se situe sur le pignon nord.

## Classement
La maison est reprise depuis le 29 mars 1976 sur la liste du patrimoine immobilier classé de Durbuy comme ensemble formé par l'église et la maison forte de Wéris.

## Visite
L'ancienne maison forte (et ancien presbytère) est une maison d'habitation privée et ne se visite pas.

## Source et lien externe
- « Ancienne maison fortifiée Wéris », sur Plus Beaux Villages de Wallonie (consulté le 15 janvier 2024)
- Parcours Patrimoine de Wéris